# Lycosa signiventris
Lycosa signiventris este o specie de păianjeni din genul Lycosa, familia Lycosidae, descrisă de Banks, 1909. Conform Catalogue of Life specia Lycosa signiventris nu are subspecii cunoscute.